# کاری کنم که عشقم را احساس کنی
«کاری کنم که عشقم را احساس کنی» (به انگلیسی: Make You Feel My Love) تک‌آهنگی از هنرمند اهل ایالات متحده آمریکا باب دیلن است که نخستین بار سال ۱۹۹۷ میلادی با صدای بیلی جوئل و کمی دیرتر-در همان سال- با صدای دیلن منتشر شد. بعدها هنرمندان دیگری همچون ادل، گارث بروکس، برایان فری، کلی کلارکسون و تریشا یروود نیز این ترانه را بازخوانی کردند.
این تک‌آهنگ در چارت‌های در رتبه اول و در چارت‌های بریتانیا، اسکاتلند، ایرلند جزو ده ترانه اول قرار گرفت.

## نسخه ادل
ادل خواننده بریتانیایی نیز نسخه‌ای از این آهنگ را در آلبوم ۱۹ خودش جای داده است.